# Dichromodes atrosignata
Dichromodes atrosignata är en fjärilsart som beskrevs av Walker 1861. Dichromodes atrosignata ingår i släktet Dichromodes och familjen mätare. Inga underarter finns listade i Catalogue of Life.

## Bildgalleri

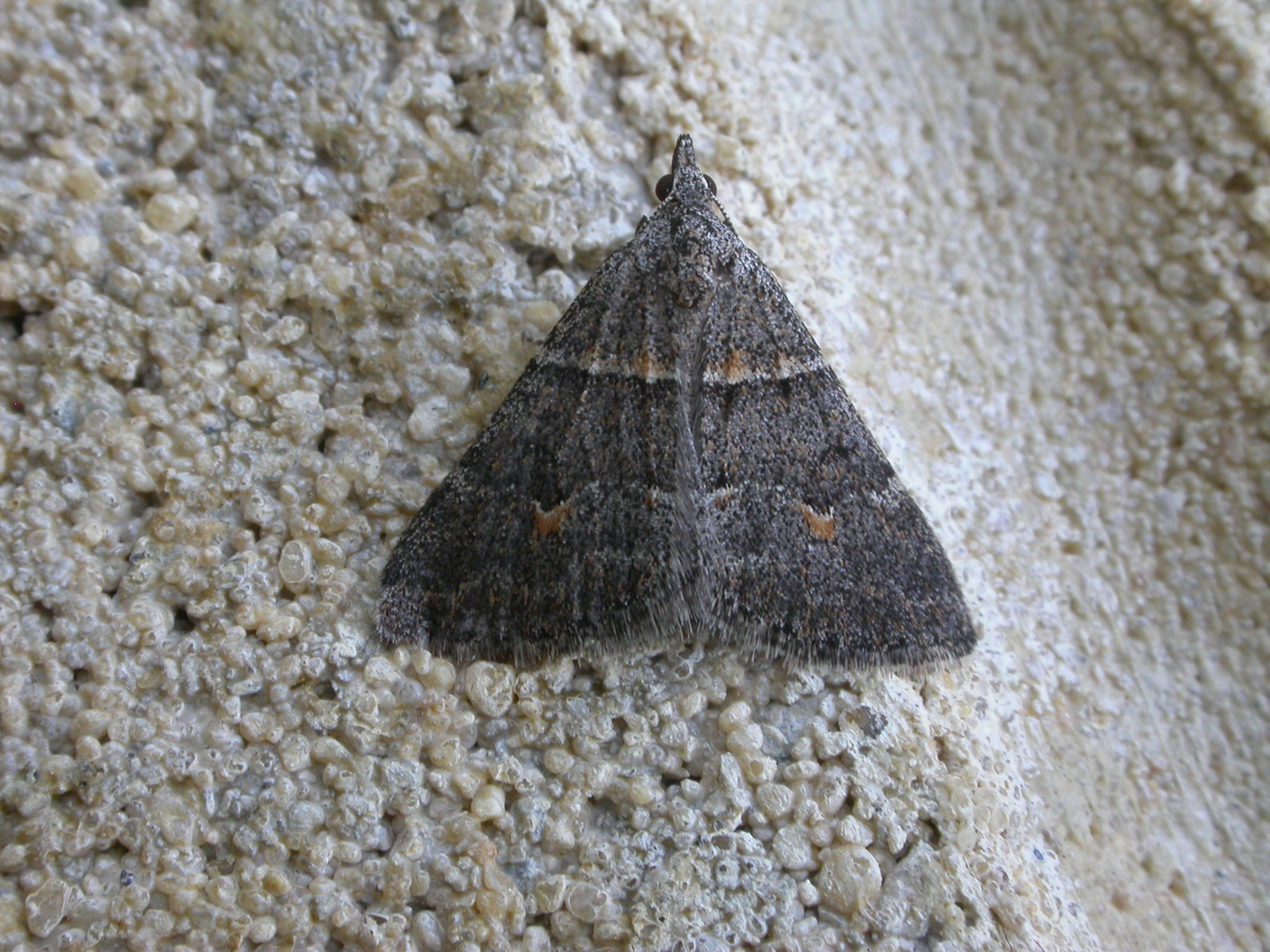